# Sarah Mullally
Sarah Elisabeth Mullally, född Bowser den 26 mars 1962, är en brittisk biskop i Engelska kyrkan, ledamot av House of Lords och före detta sjuksköterska och chef inom sjukvårdssektorn. Sedan 12 maj 2018 är hon den 133:e biskopen av Londons stift, och därmed den tredje främsta företrädaren för Engelska kyrkan. Hon var den fjärde kvinnan att biskopsvigas i Engelska kyrkan, och den första att installeras som biskop av London.
Mullally har tidigare varit den brittiska regeringens främsta rådgivare vad gäller sjuksköterskeutförd vård i England (Chief Nursing Officer for England), och ansvarig för patientupplevelser inom det engelska sjukvårdssystemet National Health Service.

## Biografi

### Sjuksköterska
I början av 1980-talet studerade Mullally vid London South Bank University, och avlade 1984 en Bachelor of Science (Hons)-examen i omvårdnad samtidigt som hon blev legitimerad sjuksköterska (Registered General Nurse). Hon återvände till South Bank 1990−1992 för att ta en Masterexamen i interprofessionella hälso- och välfärdsstudier. Mullally arbetade som sjuksköterska vid ett flertal sjukhus i London, och specialiserade sig inom cancervård.

### Chef i sjukvården
Hon blev tidigt involverad i omvårdnadsledning, först som avdelningsföreståndare (ward sister) och ansvarig för praxisutveckling. Vid Chelsea and Westminster Hospital fick hon tjänst som omvårdnadsdirektör (Director of Nursing), och blev så småningom biträdande och tillförordnad verkställande direktör för sjukhuset.
Regeringen Blair ville förändra ledningen av omvårdnadsarbetet, och 1999 utsåg regeringen Sarah Mullally till Chief Nursing Officer for England, den person i det brittiska sjukvårdsdepartementet som har det yttersta tjänstemannaansvaret för omvårdnad, förlossnings- och mödravård samt omsorg i riksdelen England. I den rollen utökade Mullally sjuksköterskornas ansvar och befogenheter, och lade stort fokus på patientens upplevelse av omvårdnad. Hon återinförde rollen som chefssjuksköterska (Matron), med ansvar omvårdnad, personal, ekonomi och praktiska förutsättningar för ett antal avdelningar. 
Genom sitt arbete med sjukvårdsledning har Mullally också fått uppdrag som ledamot i styrelserna för London South Bank University, cancersjukhuset Royal Marsden NHS Foundation Trust samt Salisbury NHS Foundation Trust. Sedan 2016 är hon styrelseledamot vid King's College London.

### Präst i Engelska kyrkan
Mullallys kristna tro var tidigt ett viktigt inslag i hennes liv, och hon har varit aktiv i Engelska kyrkan från tonåren. Det var dock först efter att hon utsetts till Chief Nursing Officer for England som hon vid 36 års ålder började studera till präst. Samtidigt hade hon två yngre barn. Hon studerade vid South East Insitute of Theological Education 1998−2001. Parallellt läste hon också in en högskoleexamen (Diploma in Theology) vid University of Kent.
Den 30 september 2001 ordinerades Sarah Mullally som diakon av biskop Tom Butler i Katedralen i Southwark i London. Ett år senare, 5 oktober 2002, prästvigdes hon av samma biskop, i Holy Trinity, Clapham i London. Från 2001 var Mullally sedan verksam som oavlönad pastorsadjunkt på deltid i Battersea Fields församling i Southwarks stift, London. Hon lämnade tjänsten som Chief Nursing Officer 2004 för att fullt ut ägna sig åt prästämbetet, och 2004−2006 var hon komminister i St Saviour's Church i Battersea Fields.
Parallellt med sitt arbete som präst fortsatte Mullally studera, och avlade en magisterexamen i pastoral teologi vid University of London 2006. Samma år blev hon för första gången församlingsherde med ansvar för St Nicholas' Church i Sutton, London. Från 2012 till 2015 var Mullally kanik vid katedralen i Salisbury i Salisbury stift. Under hela denna period blev hon allt mer involverad i kyrkans gemensamma funktioner, såsom ledarskapsutbildning och kommittéer under Engelska kyrkans generalsynod.

### Biskop

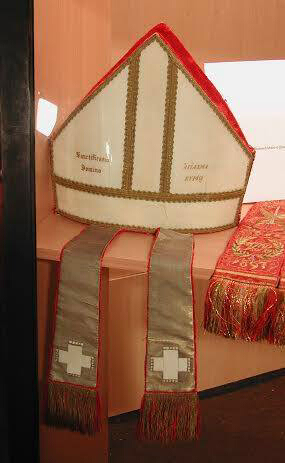
Biskopen av Londons mitra.

Ett drygt år efter att Engelska kyrkan gjort det möjligt för kvinnor att vigas till biskop, meddelade Engelska kyrkan att Sarah Mullally utsetts till suffraganbiskop av Crediton, underställd stiftsbiskopen i Exeters stift. Hon var den fjärde kvinnan som biskopvigdes inom Engelska kyrkan, i en ceremoni den 22 juli 2015 i katedralen i Canterbury av ärkebiskopen av Canterbury Justin Welby. I samma gudstjänst biskopsvigdes även den första kvinnliga stiftsbiskopen i kyrkan, Rachel Treweek. Hennes huvudsakliga ansvar blev församlingarna i östra och norra Devon; hon hade även uppdrag som gällde stiftets samlade verksamhet.
I december 2017 meddelade Storbritanniens premiärminister att Sarah Mullally utsetts till nästa biskop av London. Mullally blev därmed den tredje högsta biskopen i kyrkan, den första kvinnliga biskopen av London och den första biskopen av London som prästviger kvinnor.  Mullally installerades i Sankt Paulskatedralen av ärkebiskop Justin Welby den 12 maj 2018.

### Prästerliga roller i statsförvaltningen
Strax innan tillträdet som biskop av London utsågs Mullally också till ledamot av Kronrådet. Vid tillträdet i maj 2018 utsågs hon till kaplan för Brittiska imperieorden av drottning Elizabeth II.
Tillsammans med ärkebiskoparna av Canterbury och York samt biskoparna av Winchester och Durham är biskopen av London ex officio en av de 26 andliga lorderna i Brittiska överhuset. (Ytterligare 21 andliga lorder utses bland de övriga biskoparna i Engelska kyrkan, efter senioritet och med hänsyn till en jämn könsfördelning.) Mullally introducerades i överhuset den 24 maj 2018 av Justin Welby, ärkebiskop av Canterbury, och Martin Warner, biskop av Chichester.
Däremot kvarstod hennes företrädare, biskop Richard Chartres, som dekan för Hennes Majestäts hovförsamlingar (engelska: Dean of Her Majesty's Chapels Royal) en tid. Först ett år senare meddelade det brittiska hovet att Sarah Mullally skulle ta över rollen. Hon tillträde den 12 juli 2019, och leder formellt hovförsamlingarna i England. I praktiken är det hovpredikanten som utför arbetet, men genom uppdraget får Mullally ansvar för de församlingar i Londons stift som ligger utanför stiftsbiskopens tillsyn, så kallade Royal Peculiars.

## Utmärkelser
Mot bakgrund av sitt arbete inom omvårdnad har Mullally utsetts till Honorary Fellow vid London South Bank University (2001) och Canterbury Christ Church University (2006) samt hedersdoktor vid universiteten i Bournemouth (2001), Wolverhampton (2004) och Hertforshire (2005).
Sarah Mullally är sedan januari 2005 Kommendör av 1 klass av Brittiska imperieorden (Dame Commander of the Order of the British Empire) för sina insatser inom omvårdnad och förlossningsvård. Hon har därmed rätt att använda bokstäverna DBE efter sitt namn, och tilltalas Dame Sarah.

## Privatliv
Mullally är gift med Eamonn Mullally och har två barn. Mullally bor i det officiella biskopsresidenset the Old Deanery vid Sankt Paulskatedralen i London.

## Källförteckning
1. ↑  ”Sarah Mullally installed as first female Bishop of London - BBC News” (på engelska). BBC.com. BBC. 12 maj 2018. https://www.bbc.com/news/uk-england-london-44095112. Läst 9 april 2021.
2. 1 2  ”Next Bishop of London announced” (på engelska).  Diocese of London. 18 december 2017. https://www.london.anglican.org/articles/next-bishop-london-announced-sarah-mullally-dbe/. Läst 9 april 2021.
3. ↑  [”The Rt Revd Sarah Mullally’s installation as Bishop of London” (på engelska). Diocese of London. 25 januari 2018. https://www.london.anglican.org/articles/rt-revd-sarah-mullallys-installation-bishop-london/. Läst 9 april 2021.
4. 1 2 3  ”Board of Governors” (på engelska). South Bank University. Arkiverad från originalet den 13 maj 2009. https://web.archive.org/web/20090513084746/http://www.lsbu.ac.uk/about/boardOfGovernors.shtml. Läst 10 april 2021.
5. 1 2 3 4  ”Profile: Sarah Mullally (radioreportage)” (på engelska). BBC. 23 december 2017. https://www.bbc.co.uk/sounds/play/b09jqdst. Läst 10 april 2021.
6. 1 2  Terence Handley MacMath (21 januari 2009). ”Interview: Sarah Mullally, Team rector, former Chief Nursing Officer” (på engelska). Church Times. Arkiverad från originalet den 19 december 2010. https://web.archive.org/web/20101219065040/http://www.churchtimes.co.uk/content.asp?id=69289. Läst 10 april 2021.
7. ↑  ”The Right Reverend and Right Honourable Dame Sarah Mullally DBE: An Extraordinary woman” (på engelska). Friends of St Nicholas Churchyard, Sutton. augusti 2018. Arkiverad från originalet den 10 april 2021. https://web.archive.org/web/20210410003214/https://www.stnicholas.org.uk/2018/08/the-right-reverend-and-right-honourable.html?m=0. Läst 10 april 2021.
8. ↑  ”Matrons back on the wards” (på engelska). BBC. 4 april 2001. http://news.bbc.co.uk/2/hi/health/1259871.stm. Läst 10 april 2021.
9. ↑  ”Current Board Members” (på engelska). Royal Marsden NHS Foundation Trust. Arkiverad från originalet den 2 juni 2007. https://web.archive.org/web/20070602160248/http://www.royalmarsden.nhs.uk/RMH/info/aboutus/boardmembers.htm. Läst 10 april 2021.
10. ↑  ”The Trust Board” (på engelska). Salisbury NHS Foundation Trust. Arkiverad från originalet den 18 maj 2015. https://web.archive.org/web/20150518080942/http://www.salisbury.nhs.uk/AboutUs/TrustBoard/Pages/Home.aspx. Läst 10 april 2021.
11. ↑  ”The Rt Revd and Rt Hon Dame Sarah Mullally, Bishop of London” (på engelska). King's College London. Arkiverad från originalet den 10 april 2021. https://web.archive.org/web/20210410003215/https://www.kcl.ac.uk/aboutkings/governance/council/members/damesarahmullally. Läst 10 april 2021.
12. ↑  ”Biography” (på engelska). Bishop of London. 2015. http://bishopoflondon.org/biography/. Läst 11 juni 2021.
13. 1 2 3  ”Curch in Parliament : The Bishop of London, The Rt Revd. Sarah Mullally” (på engelska). The Church of England in Parliament. https://churchinparliament.org/about-the-lords-spiritual/bishop-of-london-the-rt-revd-sarah-mullally/. Läst 11 juni 2021.
14. ↑  ”Bishop of Crediton named as Rev Dame Sarah Mullally” (på engelska). BBC. 9 juni 2015. https://www.bbc.com/news/uk-england-devon-33059226. Läst 11 juni 2021.
15. 1 2  ”New Bishop of Crediton to be Dame Sarah Mullally” (på engelska). Diocese of Exeter. 9 juni 2015. Arkiverad från originalet den 11 juni 2015. https://web.archive.org/web/20150611183922/http://www.exeter.anglican.org/new-bishop-crediton-dame-sarah-mullally/. Läst 11 juni 2021.
16. ↑  Elgot, Jessica (22 juli 2015). ”I don't feel like a pioneer! − Rachel Treweek becomes bishop of Gloucester” (på engelska). The Guardian. https://www.theguardian.com/world/2015/jul/22/rachel-treweek-becomes-bishop-of-gloucester-dont-feel-like-a-pioneer. Läst 11 juni 2021.
17. ↑  ”Bishop of London: Sarah Elisabeth Mullally” (på engelska). gov.uk. 18 december 2017. https://www.gov.uk/government/news/bishop-of-london-sarah-elisabeth-mullally. Läst 25 juli 2021.
18. ↑  ”Sarah Mullally: Former chief nurse is new Bishop of London” (på engelska). Sky News. 18 december 2017. https://news.sky.com/story/sarah-mullally-former-chief-nurse-is-new-bishop-of-london-11176551. Läst 11 juni 2021.
19. 1 2  Sherwood, Harriet (13 maj 2018). ”Comprehensive pupil, poly student, nurse ... and now the C of  E’s most powerful ever senior female cleric” (på engelska). The Guardian. https://www.theguardian.com/world/2018/may/13/sarah-mullally-bishop-london-respect-opponents. Läst 11 juni 2021.
20. ↑  ”Orders Approved And Business Transacted At The Privy Council Held By The Queen At Buckingham Palace On 14th March 2018” (på engelska) (pdf). The Privy Council. 14 mars 2018. Arkiverad från originalet den 16 mars 2018. https://web.archive.org/web/20180316084843/https://privycouncil.independent.gov.uk/wp-content/uploads/2018/03/2018-03-14-List-of-Business-Part-1.pdf. Läst 12 juni 2021.
21. ↑  ”The London Gazette No. 62490” (på engelska). The National Archives . 7 december 2018. sid. 22341. https://www.thegazette.co.uk/London/issue/62490. Läst 11 juni 2021.
22. ↑  ”Bishop of London, Sarah Mullally, becomes most senior female bishop in House of Lords” (på engelska). Anglican Communion News Service. 24 maj 2018. https://www.anglicannews.org/news/2018/05/bishop-of-london-sarah-mullally-becomes-most-senior-female-bishop-in-house-of-lords.aspx. Läst 13 juni 2021.
23. ↑  ”Dean of Her Majesty's Chapels Royal” (på engelska). The Royal Household. 15 maj 2019. https://www.royal.uk/dean-her-majestys-chapels-royal. Läst 12 juni 2021.
24. ↑  ”Honorary Awards Ceremony” (på engelska). South Bank University. https://www.lsbu.ac.uk/about-us/people/honorary-awards-ceremony. Läst 10 april 2021.
25. ↑  ”Former government Chief Nursing Officer is appointed Honorary Fellow of Canterbury Christ Church University” (på engelska). Canterbury Christ Church University. 22 februari 2006. Arkiverad från originalet den 18 maj 2015. https://web.archive.org/web/20150518092511/http://www.canterbury.ac.uk/News/newsRelease.asp?newspk=621. Läst 10 april 2021.
26. ↑  ”The London Gazette No. 57509, Supplement 1” (på engelska). The National Archives. 31 december 2004. sid. N7. https://www.thegazette.co.uk/London/issue/57509. Läst 10 april 2021.